# SK Kotlářka Baseball & Softball
L'SK Kotlářka Baseball & Softball è una squadra di baseball ceca con sede a Praga.
Le prime tracce di storia del club risalgono al 1980, quando il VŠTJ Chemie Praha è stato fondato come squadra di softball, diventando di lì a poco la miglior formazione dell'epoca nella Repubblica Socialista Cecoslovacca.
In qualità di club universitario, la squadra non poteva però registrare giocatori che non appartenessero all'università: per questo motivo nel 1982 è nata la polisportiva giovanile TJ DDM Kotlářka. Il softball era una delle discipline fondanti, insieme all'atletica leggera, al tennistavolo e all'orientamento. Rapidamente la squadra si impose sul panorama giovanile nazionale, con numerosi titoli nazionali vinti e partecipazioni a tornei giovanili internazionali.
Nel 1990 la sezione giovanile relativa al softball è stata espansa anche al baseball. Nel 1992 si è passati alla denominazione SK Kotlářka. La squadra maschile senior è in attività a partire dal 2008.
Al termine della stagione 2015, la squadra ha vinto per la prima volta sia il titolo nazionale che la coppa ceca.

## Palmarès
- Campionati cechi: 1

2015
- Coppe della Repubblica Ceca: 1

2015